# Palaeeudyptes klekowskii
Palaeeudyptes klekowskii je druh velkého vyhynulého tučňáka z rodu Palaeeudyptes. Žil v období pozdního eocénu. Je známý z rozsáhlé kolekce fosilních nálezů z formace La Meseta na Seymourově ostrově na Antarktidě.
Dosahoval velikosti okolo 2 metrů a vážil asi 115 kilogramů, byl tedy větší než největší žijící zástupce tučňáků tučňák císařský (Aptenodytes forsteri). Díky své velikosti mohl podle odhadů vědců zůstávat pod vodou až 40 minut.
P. klekowskii nebyl zpočátku považován za samostatný druh a byl zaměňován s o něco menším Palaeeudyptes gunnari. Množství fosilií však odhalilo, že jsou oba tyto druhy odlišné.